# Adenovirové infekce ptáků
Příslušníci čeledi Adenoviridae tvoří definovanou skupinu DNA virů o průměrné velikosti 70-90 nm, s ikozaedrální symetrií kapsidy, bez lipoproteinového obalu a s vláknitými projekcemi na vrcholových kapsomerách. Adenoviry jsou rezistentní na organická rozpouštědla, značně termostabilní a změnu pH snášejí v širokém rozsahu (pH 3-9). Zatímco morfologické a fyzikálně-chemické vlastnosti příslušníků čeledi Adenoviridae jsou téměř shodné, antigenní složení a biologická aktivita ptačích adenovirů (rod Aviadenovirus) se liší od savčích (Mastadenovirus).

## Význam
Ptačí adenoviry (AAV) jsou všeobecně rozšířené, šíří se vertikálně i horizontálně, a ptáci jsou často jejich latentními nosiči i za přítomnosti protilátek. Význam AAV spočívá v tom, že:
- Jsou původci různých více či méně definovaných klinických a patologicko-anatomických syndromů (hepatitida, aplastická anémie, respirační poruchy, splenomegalie) a nemocí.
- Mohou jako sekundární kontaminanty ovlivňovat průběh jiných, zejména respiračních infekcí (infekční bronchitida, mykoplasmóza aj.).
- Je jim připisován negativní vliv na produkční ukazatele (hmotnostní přírůstky a snáška vajec).
- Vzhledem k jejich vertikálnímu způsobu přenosu mohou být zdrojem kontaminací kuřecích embryí a z nich připravovaných buněčných kultur, což nepříznivě ovlivňuje diagnostiku, případně i výrobu vakcín.

## Klasifikace
Ptačí adenoviry se v současnosti rozdělují podle jejich biologických vlastností na tři skupiny.
- První skupinu (AAV I.) představují tzv. konvenční adenoviry (rod Aviadenovirus), které se rozlišují podle druhu hostitele z kterého byly izolovány a podle sérotypu. Adenoviry této skupiny zahrnují slepičí adenoviry (fowl adenoviruses, FAV) s doposud známými 12 sérotypy (FAV 1-12), krůtí adenoviry (turkey adenoviruses, TAV) s 2-3 sérotypy, husí adenoviry (geese adenoviruses, GAV) s 3 sérotypy, jeden sérotyp u kachny pižmové, a případně další ptačí adenoviry blíže nedefinované. Viry této skupiny mají společný skupinový antigen. Význam konvenčních adenovirů pro drůbež není dostatečně definován, spíše přibývá důkazů o jejich sekundárním patogenním působení při jiných infekcích, např. infekční anémii a infekční burzitidě.

Vedle všeobecných a zpravidla subklinických infekcí se AAV I. klinicky manifestující relativně nejčastěji pod obrazem inkluzní hepatitidy. Slepičí adenovirus sérotypu 1 (FAV-1) je také původcem bronchitidy virginských křepelů. Od roku 1988 je v Asii a Americe diagnostikována tzv. „Angara disease“, projevující se u výkrmových kuřat zvýšenou mortalitou a nálezem hydroperikardu, hepatitidy, edému plic a nefritidou. Za původce je označován FAV-4. U papoušků jsou AAV infekce méně časté, popsány byly adenovirová folikulitida (u andulek a agapornisů), konjunktivitidy, pankreatitidy, hepatitidy a enteritidy; podobná je situace u pštrosů a holubů.
- Představitelem II. skupiny aviárních adenovirů (AAV II.) je virus hemoragické enteritidy krůt, totožný s původcem mramorované sleziny bažantů (MSD) a splenomegalie kuřat (AAS). Jejich skupinový antigen se liší od skupinového antigenu adenovirů I. skupiny. Taxonomická klasifikace virů této skupiny není úplně jasná.
- Mimo tyto skupiny má samostatné postavení hemaglutinující adenovirus ptačí salpingitidy (EDS '76), který sdílí skupinový antigen s I. skupinou adenovirů jen částečně. Adenoviry z II. podskupiny nebo typu EDS nebyly u běžců zatím prokázány. Pro tuto třetí skupinu je nově navrhováno zařazení do rodu Atadenovirus, společně s některými adenoviry skotu a ovcí.[1]